# Andrew Koji
Pour les articles homonymes, voir Koji.
Andrew Julian Hiroaki Koji, né le 10 novembre 1987, à Epsom, Angleterre, est un acteur britannique, artiste martial et cascadeur.
Il est surtout connu pour son travail dans le rôle principal de Ah Sahm dans la série Warrior de Cinemax.

## Biographie
Andrew Koji est né le 10 novembre 1987 à Epsom, Angleterre.
Son père est japonais, sa mère est anglaise.

## Filmographie

### Cinéma

#### Longs métrages
- 2007 : FB: Fighting Beat de Piti Jaturaphat : Kali
- 2009 : 20th Century Boys : Chapitre 2 - Le dernier espoir (20-seiki shônen : Dai 2 shô - Saigo no kibô) d'Yukihiko Tsutsumi : Un gangster thaïlandais
- 2013 : The Arrest of Ai Weiwei de James MacDonald : Un policier
- 2015 : Luck de Liviu Tipurita : Rai
- 2017 : Trendy de Louis Lagayette : Un agent immobilier
- 2021 : Snake Eyes de Robert Schwentke : Thomas « Tommy » Arashikage / Storm Shadow
- 2022 : Bullet Train de David Leitch : Yuichi Kimura / « Le Père »
- 2023 : Boy Kills World de Moritz Mohr : Basho

#### Courts métrages
- 2006 : Project One d'Adam Kirley et Joby Stephens : Un soldat
- 2011 : Mercutio's Dreaming : The Killing of a Chinese Actor de Daniel York et Jennifer Lim : Lawrence
- 2011 : Gorjilla Suit de Robert Michael Bennett : Yoshi
- 2013 : Scrutiny de Richard Elson : Stefan Aire
- 2013 : Above the Waist de Tuyen Do : Ken
- 2013 : A Situation de Shan Ng : Yuji
- 2014 : Hollow de Joe Payne : L'homme à l'épée
- 2014 : Way of the Warrior de Krishan Thapar : Goro
- 2014 : Chameleon de Beau Fowler : Garde Kuro
- 2015 : Deep Pan Fury de Charlie Dennis : Katashi Kimoto
- 2019 : Sandwich de Mingyu Lin : Michael
- 2021 : Cake Bomb d'Alexi Tan : August
- 2022 : Sandwich 2 : Machete to Wasabi de Brenda Lee : Michael

### Télévision

#### Séries télévisées
- 2010 / 2015 : Casualty : Haro Reid / Keong Murong
- 2012 : La Minute de vérité (Seconds From Disaster) : Un policier
- 2013 : The Wrong Mans : Jason
- 2016 : Call the Midwife : Benny Su
- 2017 : Jade Dragon : Mikey
- 2018 : The Innocents : Andrew
- 2019 : Peaky Blinders : Brilliant Chang
- 2019 : American Gods : Le PDG
- 2019 - 2023 : Warrior : Ah Sahm
- 2024 : Black Doves : Jason

### Jeux vidéos
- 2016 : Battlefleet Gothic : Armada : Tau Air Caste (voix)
- 2017 : Final Fantasy XIV : Stormblood : Hien (voix anglaise)